# Eragrostis braunii
Eragrostis braunii là một loài thực vật có hoa trong họ Hòa thảo. Loài này được Schweinf. mô tả khoa học đầu tiên năm 1894.